# Стодневная война
Стодневная война (араб. حرب المئة يوم‎) — боевые действия в Бейруте 1978 года между правохристианскими формированиями и сирийскими войсками. Обозначила новый этап гражданской войны в Ливане. Завершилась военной победой правохристианских сил, политическим разрывом Ливанского фронта с Сирией и движением Марада.
Хронология Стодневной войны разнится по источникам. В одних случаях имеются в виду события февраля-апреля, в других — июля-октября 1978 года. Однако военно-политическое содержание обоих периодов в принципе идентично. Обычно они рассматриваются как этапы одного длительного сражения.

## Контекст
С 1975 года в Ливане шла гражданская война между правохристианскими (Ливанский фронт) и «левомусульманскими» (Ливанское национальное движение, Организация освобождения Палестины) силами. В конфликт активно вмешалась Сирия. Режим Хафеза Асада попеременно поддерживал то одну, то другую сторону, укрепляя собственные позиции в Ливане. В стране с миротворческой миссией разместились Межарабские силы сдерживания, основу которых составляли сирийские войска.
С апреля 1976 и до 1977 сирийцы чаще поддерживали правохристиан. Это было связано с тем, что к правохристианскому лагерю принадлежал президент Ливана Сулейман Франжье, политический союзник и личный друг Хафеза Асада, кроме того сирийцы не хотели усиления позиций левых мусульман и палестинцев.  Движение Марада клана Франжье выступало в военно-политическом альянсе с Сирией.
Со второй половины 1977 положение изменилось. Сулейман Франжье уже не был президентом. Самые влиятельные партии Ливанского фронта — фалангистская Катаиб клана Жмайель, национал-либералы клана Шамун, Стражи кедров — выступали резко против сирийского военного присутствия в Ливане. Со своей стороны, сирийцы переориентировались на поддержку «левомусульман». В свою очередь, Ливанский фронт вступил в фактический союз с Израилем. Вооружённое столкновение правохристиан, прежде всего фалангистов, с сирийцами стало вопросом короткого времени.

## Зима-весна
В начале февраля 1978 года в Бейруте произошла серия взрывов. Правохристиане обвинили «левомусульман» в организации терактов и потребовали от Межарабских сил сдерживания принятия соответствующих мер. Однако сирийские войска усилили проверки в христианских кварталах Восточного Бейрута.
Первое столкновение произошло 7 февраля 1978. Бойцы Армии Свободного Ливана (АСЛ) — союзники Ливанского фронта — потребовали убрать сирийский КПП от своих казарм Файяди. Возникла перестрелка, в которой погибли 19 человек. Несколько сирийцев были взяты в плен.
Утром 8 февраля близ казарм были обнаружены двое убитых христиан. В тот же день сирийцы обстреляли казармы АСЛ. На помощь союзникам выдвинулась фалангистская милиция Катаиб под командованием Башира Жмайеля и национал-либеральная Милиция Тигров под командованием Дани Шамуна. Их поддержали «Стражи кедров» Этьена Сакера и Танизм Жоржа Адуана. Особую роль играла группировка «Козлы» («Упрямые») — автономные маронитские боевики во главе с Аль Анидом. Их действия отличались особой лихостью и жестокостью.
Конфликт принял широкий характер. Сирийские войска генерала Мустафы Тласа развернули боевые действия в квартале Ашрафия — центре правохристианского влияния в Бейруте. На стороне сирийцев выступали боевики «Марады» под командованием Тони Франжье. В военно-тактическом аспекте противостояние напоминало Битву отелей 1975—1976 — эпицентром боёв стали высотные здания Башня Ризка и Башня Мурра. В конце апреля правохристианам удалось оттеснить сирийские войска.

## Лето-осень

### Обострение конфликта
Второй этап боёв пришёлся на лето-осень. Ему предшествовали два кровавых инцидента. 13 июня фалангисты совершили Эденскую резню — убийство Тони Франжье, его жены, дочери и телохранителей. Это нанесло сильный удар по просирийскому движению «Марада». 28 июня сирийское спецподразделение майора Али Диба провело «зачистку» в долине Бекаа — были убиты 26 ливанских христиан. В знак протеста Ливанский фронт назначил на 1 июля всеобщую политическую забастовку.
1 июля 1978 Башир Жмайель был арестован на одном из сирийских КПП в Бейруте. Фалангистские боевики были подняты по тревоге, границы Ашрафии забаррикадированы. Быстрое освобождение Башира Жмайеля не изменило ситуацию.

### Обстрелы и бои
Сирийская артиллерия подвергла массированному обстрелу христианские кварталы Бейрута. Сирийские власти выдвинули ряд политических требований к Ливану — разоружение большей части Ливанских сил, передача ключевых районов Бейрута под сирийский военный контроль даже прекращение критики сирийского правительства.
Весь июль шли ожесточённые бои за Ашрафию и Айн-эль-Рамман. Главным методом сирийцев были артобстрелы, правохристиане отвечали наземными атаками. В боевом авангарде выступали «Козлы».

Сирийская игра раскрылась. Ещё в 1976 году мы знали, что так и будет. Ливанцы наивно пустили в свой дом волка, переодетого овцой. Мы видим сирийский террор, насилие, похищения, убийства. Они пытаются поставить на колени ливанцев. Но ливанцы ответили им. Теперь война будет свирепее и разрушительнее, чем прежде.

Этьен Сакер

«Левомусульмане» на этот раз устранились от столкновения. ЛНД и ООП наблюдали за ходом событий, рассчитывая извлечь выгоду из поражения любой из сторон — будь то правохристиане или сирийцы.
Президент Ливана Ильяс Саркис вначале подал в отставку в знак протеста против сирийских действий, но изменил своё решение под влиянием США. Он попытался уговорить Пьера Жмайеля прекратить боевые действия, однако лидер Катаиб всю ответственность за кровопролитие возложил на Сирию.
Сирийский напор в целом выдохся в начале октября. Снизилась интенсивность артогня, постепенно боевые действия свелись к перестрелкам снайперов. Фалангистское радио Свободный Ливан объявило о победе христианских сил. Этому способствовали не только упорные атаки правохристиан — прежде всего фалангистов и «козлов», но и целенаправленные действия Израиля. Концентрация войск ЦАХАЛ на юге вынуждала генерала Тласа отвлекать силы от боёв в Бейруте. Впоследствии стало известно, что крайне рискованная атакующая тактика Башира Жмайеля основывалась именно на этом расчёте.

### Отступление сирийских войск
8 октября в Бейруте состоялась международная конференция с участием представителей Ливана, Сирии, Саудовской Аравии, Кувейта, ОАЭ, Катара и Судана. Было принято решение заменить сирийских контингент Межарабских сил сдерживания саудовскими военными. Сирийские войска покидали Восточный Бейрут и христианские районы Горного Ливана.
Замена контингента межарабских сил было вполне приемлемо для правохристиан, поскольку Саудовская Аравия, в отличие от Сирии, не претендовала на оккупацию Ливана. С этого времени сирийские войска в Ливане становились сугубо оккупационными, без миротворческого статуса. Вооружённая борьба фалангистов против Сирии превращалась в законную защиту ливанского суверенитета.

## Итоги
Военная победа показала твёрдость контроля правохристиан над Восточным Бейрутом и укрепила их позиции в целом.
Территориальные зоны контроля распределились следующим образом:
- Северный Ливан за исключением Батруна, Башарри, Триполи, Бекаа за исключением Захлы, северная часть Матна, Западный Бейрут контролировались сирийскими войсками и их союзниками
- большая часть Горного Ливана — восток Матна, Баабда — Батрун, Захла, Восточный Бейрут контролировались Ливанским фронтом
- территория от Сидона до Литани контролировалась ООП и отчасти Амаль
- пограничная полоса к югу от Литани контролировалась Армией Южного Ливана

Такой расклад в общем и целом продержался до 1980 года.
Акценты противостояния значительно сместились. Главным содержанием войны становилась борьба правохристиан не с ливанскими «левомусульманами», а с Сирией. Ливанский фронт консолидировался на антисирийских позициях. Противники правохристиан — будь то партии ЛНД, «Амаль» или христианская «Марада» — группировались вокруг сирийцев.
В Ливанском фронте установилось однозначное доминирование Катаиб и её ближайших союзников — «Стражей кедров», группировки «Козлы». В политическом альянсе выступала также АЮЛ/АСЛ. Возрос военно-политический авторитет клана Жмайель. Разрыв с «Марадой» позволил перейти к унификации «Ливанских сил» по программе «единства винтовки» — единоличного командования Башира Жмайеля.

## Военное сравнение
При анализе гражданской войны в Сирии эксперты и комментаторы отмечает сходство действий правительственной армии Башара Асада и сирийских войск в Стодневной войне. Прежде всего это касается тактики массированных ракетно-артиллерийских обстрелов. Осада Хомса в 2012 сравнивалась с боями в Ашрафии 1978.